# Chaperiopsis chelata
Chaperiopsis chelata is een mosdiertjessoort uit de familie van de Chaperiidae. De wetenschappelijke naam van de soort is voor het eerst geldig gepubliceerd in 1998 door Fernandez Pulpeiro & Reverter Gil.